# Nidularium billbergioides
Nidularium billbergioides är en gräsväxtart som först beskrevs av Schult. och Julius Hermann Schultes, och fick sitt nu gällande namn av Lyman Bradford Smith. Nidularium billbergioides ingår i släktet Nidularium och familjen Bromeliaceae. Inga underarter finns listade i Catalogue of Life.